# Von Flores
Von Flores (* 5. April 1960 in Malabon, Rizal, Philippinen; eigentlich Valentin Andres Tanga Flores IV) ist ein philippinisch-kanadischer Schauspieler.

## Leben und Leistungen
Von Flores wurde in der philippinischen Stadt Malabon, in der Provinz Rizal, in der Umgebung von Manila geboren. Er wuchs in einer sehr musikalischen Familie auf und spielt seit dem Alter von sieben Jahren Trompete. Sein Vater spielte Piano und sein Bruder musiziert auf dem Saxophon. In Kanada spielte Flores Trompete in einem Orchester. Er studierte eine Zeit lang Chemie an der University of Toronto, bevor er dieses Studium aufgab und die Schauspielerei erlernte. Er studierte Schauspiel in der Stadt New York an der American Academy of Dramatic Arts und am Centre for Actors Study in Toronto. Er lernte Bewegung und Tanz am Richard Sugarman Ballett, dem Hart House Ballet und dem Studio Dance Theatre in Toronto.
Seine Schauspiellaufbahn begann mit einer Gastrolle in einer Folge der Fernsehserie In der Hitze der Nacht. In Nebenrollen ist Flores in den Filmen Vernetzt – Johnny Mnemonic (1995) mit Keanu Reeves, in Blackbird (1995) mit Vanessa Redgrave, in The Assignment – Der Auftrag (1997) mit Aidan Quinn und Human Trafficking – Menschenhandel (2005) mit Mira Sorvino zu sehen. In der Science-Fiction-Fernsehserie Mission Erde – Sie sind unter uns stellte er von 1997 bis 2002 den Hauptcharakter des Ronald Sandoval dar, der als einzige Figur in allen fünf Staffeln auftrat.
Oft macht Flores auch Filmstunts, vorwiegend Kampfszenen. Mit seiner Frau lebt er in seiner Wahlheimat Kanada, in Toronto. Er praktiziert Zen-Buddhismus (Sōtō-shū).
Von Flores eröffnete im Jahre 2009 einen Kaffeeladen namens Bisogno in Toronto, in der Sherbourne Street. Er verkaufte ihn 2011 jedoch wieder.

## Filmografie (Auswahl)
- 1987: Fireballs – Jetzt wird’s heiß! (Fireballs)
- 1988: Nachtstreife (Night Heat, Fernsehserie, Folge 4x02)
- 1989: Renegades – Auf eigene Faust (Renegades)
- 1988, 1990: Erben des Fluchs (Friday the 13th: The Series, Fernsehserie, 2 Folgen)
- 1991: The Big Slice – Ein verrücktes Ding (The Big Slice)
- 1993: Harter Mann in Uniform (I Love a Man in Uniform)
- 1993: Zero Patience – Null Geduld (Zero Patience)
- 1993–1996: Kung Fu - Im Zeichen des Drachen (Kung Fu - The Legend continues, Fernsehserie, 8 Folgen)
- 1994: Ein raffinierter Coup (Soft Deceit)
- 1994: Bodies – Geschändetes Fleisch (Foreign Bodies)
- 1994: TekWar: Kampf um die verlorene Vergangenheit (TekWar)
- 1994: Wagen 54 – Bitte Melden (Car 54, Where Are You? )
- 1994: TekWar: Die Fürsten des Todes (TekWar: TekLords)
- 1994: Racheengel in Leder (Model by Day)
- 1994: Eclipse - Begegnungen (Eclipse)
- 1994: TekWar: Recht und Gesetz im Cyberspace (TekWar: TekJustice)
- 1995: Blackbird (Down Came a Blackbird)
- 1995: Vernetzt – Johnny Mnemonic (Johnny Mnemonic)
- 1995: Die perfekte Familie (Picture Perfect)
- 1996: Im Würgegriff der Yakuza-Killer (Conundrum)
- 1996: Darkman III – Das Experiment (Darkman III: Die Darkman Die)
- 1997: Nikita (La Femme Nikita, Fernsehserie, Folge 1x07)
- 1997: The Assignment – Der Auftrag (The Assignment)
- 1998: Blut an ihren Händen (Blood on Her Hands)
- 1998: Gejagt und in Ketten gelegt (Dogboys)
- 1997–2002: Mission Erde – Sie sind unter uns (Gene Roddenberry's Earth: Final Conflict, Fernsehserie, 110 Folgen)
- 1997: Johnny 2.0 – Die Replikantenfabrik (Johnny 2.0)
- 1998: Universal Soldier 2 – Brüder unter Waffen (Universal Soldier II: Brothers in Arms)
- 1999: Sirens – Kaltblütige Killer (Sirens)
- 2001: Lucky Girl
- 2003: Ham & Cheese
- 2004: The Good Shepherd
- 2005: Human Trafficking – Menschenhandel (Human Trafficking)
- 2005: Plague City: SARS in Toronto
- 2005–2008: Degrassi: The Next Generation (Fernsehserie, 8 Folgen)
- 2005–2021: Mayday – Alarm im Cockpit (Mayday, Fernsehserie, 8 Folgen)
- 2006: Angela Henson – Das Auge des FBI (Angela’s Eyes, Fernsehserie, Folge 1x13)
- 2006: Partygirls auf Mission (Cow Belles)
- 2006: This Is Wonderland (Fernsehserie, Folge 3x13)
- 2008: ReGenesis (Fernsehserie, Folge 4x03)
- 2008: Degrassi Spring Break Movie
- 2008: Never Cry Werewolf
- 2009: Cra$h & Burn (Fernsehserie, Folge 1x03)
- 2009: The Border (Fernsehserie, Folge 3x09)
- 2009: The Dating Guy (Fernsehserie, Folge 1x03, Sprechrolle)
- 2009: The Line (Fernsehserie, 15 Folgen)
- 2011: Lost Girl (Fernsehserie, Folge 2x08)
- 2011: Skins (Fernsehserie, Folge 1x08)
- 2011: InSecurity (Fernsehserie, Folge 1x07)
- 2012: Rookie Blue (Fernsehserie, Folge 3x03)
- 2013: Nikita (Fernsehserie, 2 Folgen)
- 2013: The Listener – Hellhörig (The Listener, Fernsehserie, Folge 4x06)
- 2015: Killjoys (Fernsehserie, Folge 1x10)
- 2017: Designated Survivor (Fernsehserie, Folge 2x03)
- 2019: Private Eyes (Fernsehserie, Folge 3x09)
- 2020: Coroner – Fachgebiet Mord (Coroner, Fernsehserie, Folge 2x02)